# Río Tinto Patiño
Río Tinto Patiño (RTP) fue una empresa española de carácter minero, cuya actividad estuvo centrada en la explotación del yacimiento de Cerro Colorado, en la cuenca minera de Riotinto-Nerva (Huelva). La sociedad estuvo activa entre 1966 y 1978, siendo sucedida con posterioridad por Río Tinto Minera.

## Historia
En 1966 se fundó la sociedad Río Tinto Patiño por parte de la Compañía Española de Minas de Río Tinto (CEMRT), la Rio Tinto-Zinc y el grupo Patiño. La RTP nacía como una operación de colaboración entre estas tres empresas de cara al negocio minero. Así, desde 1966 la actividad minera en Riotinto quedó dividida respecto a la dinámica que había imperado en el pasado: la CEMRT siguió estando a cargo de la extracción de las piritas, mientras que la línea de cobre era competencia de RTP. El núcleo principal de las actividades de Río Tinto Patiño estuvo en el rico yacimiento de Cerro Colorado. En el Polo Químico de Huelva la RTP levantó una nueva fundición de cobre —que sustituía a la histórica fundición de piritas— y una planta de ácido para procesar el mineral de Riotinto. 
Esta situación se mantuvo durante una década, si bien los beneficios de RTP no terminaron siendo los esperados. En 1976 el grupo Patiño vendió a Unión Explosivos Río Tinto, sucesor de la CEMRT, su participación en la filial y salió de su accionariado. Aunque el nombre «Río Tinto Patiño» continuó siendo empleado durante algún tiempo, en 1978 la empresa sería sustituida por Río Tinto Minera.

## Fondos archivísticos
En la actualidad los fondos documentales de la empresa se encuentran bajo custodia del Archivo Histórico Minero de la Fundación Río Tinto.